# Ветлянка (приток Самары)
Ветля́нка (в верховье Мокрая Ветлянка) — река в России, протекает по Оренбургской области. Устье реки находится в 448 км по левому берегу реки Самара. Длина реки составляет 17 км. Площадь водосборного бассейна — 113 км².

## Данные водного реестра
По данным государственного водного реестра России, Ветлянка относится к Нижневолжскому бассейновому округу. Водохозяйственный участок реки — Самара от истока до Сорочинского гидроузла. Речной бассейн Ветлянки — Волга от верховий Куйбышевского водохранилища до впадения в Каспий.
Код объекта в государственном водном реестре — 11010000912112100006291.